# Campeonato Europeo de Patinaje Artístico sobre Hielo de 1999
El XC Campeonato Europeo de Patinaje Artístico sobre Hielo se realizó en Praga (República Checa) del 24 al 31 de enero de 1999. Fue organizado por la Unión Internacional de Patinaje sobre Hielo (ISU) y la Federación Checa de Patinaje sobre Hielo.
Participaron en total 150 patinadores de 33 países europeos.

## Resultados

### Masculino
| Puesto | Nombre                | País  | Puntos |
| ------ | --------------------- | ----- | ------ |
| Oro    | Alekséi Yagudin       | Rusia | 3,4    |
| Plata  | Yevgueni Pliúshchenko | Rusia | 4,2    |
| Bronce | Alekséi Urmánov       | Rusia | 4,4    |

### Femenino
| Puesto | Nombre             | País  | Puntos |
| ------ | ------------------ | ----- | ------ |
| Oro    | Mariya Butýrskaya  | Rusia | 2,0    |
| Plata  | Yúliya Soldatova   | Rusia | 5,2    |
| Bronce | Viktoria Volchkova | Rusia | 7,0    |

### Parejas
| Puesto | Nombre                            | País    | Puntos |
| ------ | --------------------------------- | ------- | ------ |
| Oro    | Mariya Petrova / Alekséi Tíjonov  | Rusia   | 3,5    |
| Plata  | Dorota Zagórska / Mariusz Siudek  | Polonia | 4,0    |
| Bronce | Sarah Abitbol / Stéphane Bernadis | Francia | 4,0    |

### Danza en hielo
| Puesto | Nombre                               | País    | Puntos |
| ------ | ------------------------------------ | ------- | ------ |
| Oro    | Anzhelika Krylova / Oleg Ovsiánnikov | Rusia   | 2,0    |
| Plata  | Marina Anissina / Gwendal Peizerat   | Francia | 4,0    |
| Bronce | Irina Lobachova / Iliá Averbuj       | Rusia   | 6,0    |

## Medallero
| Núm. | País    | Oro | Plata | Bronce | Total |
| ---- | ------- | --- | ----- | ------ | ----- |
| 1    | Rusia   | 4   | 2     | 3      | 9     |
| 2    | Francia | 0   | 1     | 1      | 2     |
| 3    | Polonia | 0   | 1     | 0      | 1     |
|      | TOTAL   | 4   | 4     | 4      | 12    |